# Turn-Weltmeisterschaften 1913
Die 6. Turn-Weltmeisterschaften fanden 1913 in Paris, Frankreich statt.

## Ergebnisse

### Mehrkampf
| Rang | Athlet       |
| ---- | ------------ |
| 1.   | Marco Torrès |
| 2.   | Karel Stary  |
| 3.   | Josef Sykora |

### Mannschaft
| Rang | Team |
| ---- | --- |
| 1.   | Böhmen Josef Czada, Václav Douda, Robert Prazák, Karel Stary, Ferdinand Steiner, Josef Sykora              |
| 2.   | Frankreich Aubry, Ben Sadoun, Laurent Grech, Marquelet, Louis Ségura, Marco Torrès                         |
| 3.   | Königreich Italien Pietro Bianchi, Guido Boni, Osvaldo Palazzi, Guido Romano, Paolo Salvi, Giorgio Zampori |

### Boden
| Rang | Athlet          |
| ---- | --------------- |
| 1.   | V. Rabic        |
| 1.   | Giorgio Zampori |

### Reck
| Rang | Athlet          |
| ---- | --------------- |
| 1.   | Joseph Czada    |
| 1.   | Marco Torrès    |
| 3.   | Josef Sykora    |
| 3.   | A. Demol        |
| 3.   | Osvaldo Palazzi |

### Barren
| Rang | Athlet          |
| ---- | --------------- |
| 1.   | Guido Boni      |
| 1.   | Giorgio Zampori |
| 3.   | Pierre Hengtes  |

### Pauschenpferd
| Rang | Athlet          |
| ---- | --------------- |
| 1.   | Giorgio Zampori |
| 2.   | Osvaldo Pallazi |
| 2.   | Marco Torrès    |
| 2.   | N. Aubry        |

### Ringe
| Rang | Athlet          |
| ---- | --------------- |
| 1.   | Guido Boni      |
| 1.   | Laurent Grech   |
| 1.   | Marco Torrès    |
| 1.   | Giorgio Zampori |

## Medaillenspiegel
| Rang | Land               |   |   |   | total |
| ---- | ------------------ | - | - | - | ----- |
| 1    | Königreich Italien | 5 | 2 | 2 | 9     |
| 2    | Frankreich         | 4 | 3 | — | 7     |
| 3    | Böhmen             | 3 | 1 | 2 | 6     |
| 4    | Luxemburg          | — | — | 1 | 1     |
| 4    | Belgien            | — | — | 1 | 1     |